# Tauschia neglecta
Planta herbácea (Tauschia neglecta) de la familia Apiaceae.

## Descripción
Planta herbácea de 10 a 40 cm de alto, cortamente caulescente, hojas ovales u ovadas de 3 a 10 cm de largo por 2 a 8 de ancho, bipi a tripinnatisectas, pecíolos de 4 a 10 cm de largo estrechamente envainantes en la base; inflorescencia de varias umbelas terminales compuestas, con pedúnculos delgados de 5 a 25 cm de largo; invólucro ausente, pedicelos fértiles de 2 a 5 de i a 2 mm de largo, glabros; flores amarillas, cáliz obsoleto, pétalos obovado-espatulados, anteras amarillas; estilos cortos, recurvados. Fruto ovoide, de 5 a 6 mm de largo por 2 a 4 de ancho, glabro, con las costillas muy prominentes y de color pálido; semillas con la cara comisural involuta.

## Distribución
Se conoce del estado de México en el municipio Villa Nicolás Romero, además de una localidad cercana a San Juan del Río Querétaro.

## Hábitat
El tipo fue recolectado en un pastizal cercano a cultivos y en orillas de arroyos.

## Estado de conservación
No se encuentra listada en la NOM-059-SEMARNAT-2010. La Unión Internacional para la Conservación de la Naturaleza (UICN) aparece bajo la categoría de No listada (NE). No se encuentra listada en Apéndices de la CITES (Convención sobre el Comercio Internacional de Especies Amenazadas de Fauna y Flora Silvestres).